# 門田宗大
門田 宗大（かどた そうだい、1994年12月14日 - ）は、日本の俳優。東京都町田市出身。身長169cm。血液型はA型。特技は空手(黒帯 2 段)。

## 略歴
2017年、日本大学芸術学部演劇学科演技コースを卒業。その後、フリーランスとして映像・舞台問わず活動。
舞台「ハリー・ポッターと呪いの子」の一般オーディションに参加し、約2000人の応募者の中からドラコ・マルフォイの息子「スコーピウス・マルフォイ」役（準主役）を射止める。2022年8月～2024年6月の約2年間で、 425回の公演に出演した。

## 出演

### 映画
- ENDの中で（2017年 鷲尾温志監督） - 主演・茉男 役
- サカナになりたい（2017年 内山美里監督） - 主演・カイ 役
- 今日のキラくん（2017年 川村泰祐監督） - レギュラー生徒 役
- ギャングース（2018年 入江悠監督） - 囚人 役
- 帝一の國（2018年 永井聡監督） - レギュラー生徒 役
- リバーズ・エッジ（2018年 行定勲監督） - 生徒 役
- アルキメデスの大戦（2018年 山崎貴監督） - 水平 役
- 光（2018年 大森立嗣監督） - 生徒 役
- Diner ダイナー（2019年 蜷川実花監督） - ブタ男の部下 役
- 歩けない僕らは（2019年 佐藤快磨監督） - 安田太一 役
- 突き射す（2019年 猫目はち監督） - 文作 役
- ランチボックス（2019年 中神円監督） - 山岸 役
- チャーハン（2019年 武石昂大監督） - 主演・伸太郎 役
- 実優ちゃんは群馬から来る（2020年 中川駿監督） - 助監督 役
- 12D815-6（2020年 川島直人監督） - 主演・リュウ 役
- ステイ・ホーム・ハネムーン（2020年 まつむらしんご監督） - 主演・マサシ 役
- 今日から俺は!!（2020年 福田雄一監督） - 野中健太 役
- ずっと独身でいるつもり?（2023年）-松田役
- 赫くなれば其れ（2023年、猫目はち監督） - 主演・文作 役（田中爽一郎とダブル主演）[1]
- ぬいぐるみとしゃべる人はやさしい（2023年）- ヤナ役
- 恋脳Experiment（2025年、岡田詩歌監督）[2]

### ドラマ
- 新・ミナミの帝王（2018年 瑠東東一郎監督） - バーテンダー 役
- おっさんずラブ（2019年 瑠東東一郎監督） - 会社員 役
- 逃亡料理人ワタナベ（2019年 門馬直人監督） - 小暮 役
- いだてん〜東京オリムピック噺〜（2019年 大根仁監督） - 駅伝ランナー 役
- 健康で文化的な最低限度の生活（2019年 小野浩司監督） - ドラマー 役
- 私は、誰ですか?（2020年 岡本貴也演出） - 遠山圭輔 役
- 湘南純愛組!(2020年)-中学生役
- 古見さんは、コミュ症です。（2021年）-第２話 高校生役
- 正義の天秤(2021年)-第2話 今井役

### CM
- ソフトバンク ディズニースタイル（2017年）
- 足立佳奈 MV ウタコク（2019年）-生徒役
- ビッケブランカ MV 最後一公里~まっしろ~（2019年）-山岸役
- ニューギン WEBCM（2019年）-若者役
- PEO WEBCM（2019年 北島武樹監督） -  主演
- 乃木坂46 佐藤璃果 ECLIPSE-なおき役（2020年）
- ラント MV 遠く旅立つ君に（2020年）
- OYO LIFE WEBCM(2020年)
- Pokemon GO Fest 2020（2020年）
- 日清シスコ ココナッツサブレ（2020年）
- アサヒスーパードライ WEBCM（2020年）
- ヒロメル（2021年）
- 母校にinゼリー（2021年）
- Have a Nice Day! MV わたしの名はブルー（2021年）
- wacci MV 劇（2021年）
- TOKAIグループ 「笑顔に全力」篇・「笑顔の多い街」篇（2024年）
- にふぉるめーしょんワンピース 「みんなで開封」篇・「みんなでコール」篇  (2024年)

### MV
- 足立佳奈「ウタコク」（2019年、西堀真澄監督）
- ビッケブランカ「最後一公里〜まっしろ〜」（2019年）
- 乃木坂46 佐藤璃果個人PV「ECLIPSE」（2020年 頃安祐良監督）- 「しあわせの保護色」特典映像
- ラント「遠く旅立つ君に」（2020年 常間地裕監督）
- Superyou「1995」（2021年）
- Mrs. GREEN APPLE「ケセラセラ」（2023年）

### 舞台
- アジア舞台芸術祭2015東京芸術劇場『黄金のご飯食堂』（2015年 ソ・チエ演出）
- シャララな2人（2019年 川島直人演出） - 町田 役
- エリア51「ノゾミ」（2019年 神保治暉演出） - 主演・私 役
- エリア51「ハウス」（2020年 神保治暉演出） - カメラ 役
- ロロ「いつだって可笑しいほど誰もが誰か愛し愛されて第三小学校」(2021年)-六役
- エリア51 「KAMOME」（2020年-2021年）-主演・カドタ役
- ハリー・ポッターと呪いの子（2022年-2024年、ジョン・ティファニー演出） - スコーピウス・マルフォイ 役[注釈 1][3]
- 『いきなり本読み!in 浅草九劇』作・演出:岩井秀人（2024年）
- 南極『ゆうがい地球ワンダーツアー』作・演習：こんにちは博士（2025年公演予定）[4]